# Halowe Mistrzostwa Europy w Lekkoatletyce 1979 – bieg na 800 m kobiet
Bieg na 800 metrów kobiet – jedna z konkurencji biegowych rozgrywanych podczas halowych lekkoatletycznych mistrzostw Europy w hali Ferry-Dusika-Hallenstadion w Wiedniu. Rozegrano od razu bieg finałowy 25 lutego 1979. Zwyciężyła reprezentantka Bułgarii Nikolina Szterewa. Tytułu zdobytego na poprzednich mistrzostwach nie broniła Ulrike Bruns z Niemieckiej republiki Demokratycznej.

## Rezultaty

### Finał
Rozegrano od razu bieg finałowy, w którym wzięło udział 7 biegaczek.
Opracowano na podstawie materiału źródłowego.
| Miejsce | Zawodniczka           | Czas   |
| ------- | --------------------- | ------ |
| 1       | Nikolina Szterewa     | 2:02,6 |
| 2       | Anita Weiß            | 2:02,9 |
| 3       | Fița Lovin            | 2:03,1 |
| 4       | Elisabeth Schacht     | 2:03,7 |
| 5       | Anne-Marie Van Nuffel | 2:05,3 |
| 6       | Wioleta Cwetkowa      | 2:05,4 |
| 7       | Iwanka Bonowa         | 2:05,9 |